# Dogfight – Ein hässliches Spiel
Dogfight – Ein hässliches Spiel (engl. Originaltitel Dogfight) ist ein 2012 uraufgeführtes Musical in zwei Akten von Benj Pasek und Justin Paul, das auf dem US-amerikanischen Film Dogfight von Nancy Savoca beruht. Die Liedtexte in englischer Sprache schrieben Benj Pasek und Justin Paul, die Liedtexte auf Deutsch stammen von Daniel Große Boymann. Das Musical wurde unter anderem in den Vereinigten Staaten, Australien, Neuseeland, Deutschland, Großbritannien und den Niederlanden aufgeführt. Die englischsprachige Erstaufführung des Musicals fand im Jahr 2012 Off-Broadway am Second Stage Theatre statt. Im August 2014 hatte es seine europäische Premiere im Southwark Playhouse in London. In Deutschland wurde es erstmals am 6. Mai 2017 im Theater für Niedersachsen gezeigt.

## Produktionen
Erste Previews des Musicals konnten ab dem 27. Juni 2012 angesehen werden. Die offizielle Erstaufführung des Musicals fand am 16. Juli 2012 am Second Stage Theatre in New York statt. Am 19. August 2012 wurden die Aufführungen im Second Stage Theatre beendet. Die Regie für die Show übernahm Joe Mantello. Für die Choreografie war Christopher Gattelli zuständig. In der Originalproduktion spielte Lindsay Mendez die Hauptrolle der Rose. Derek Klena spielte Eddie und Josh Segarra Boland. Unter den Darstellern waren außerdem Nick Blaemire, Annaleigh Ashford, Steven Booth, Becca Ayers, Adam Halpin, Dierdre Friel, F. Michael Haynie, und James Moye. David Zinn stattete das Set aus und erstellte die Kostüme. Paul Gallo war für das Licht zuständig.
Die Show erhielt sehr gute Kritiken für die Drehbuchautoren und die Performance der Hauptdarstellerin Lindsay Mendez als Rose.
Eine CD mit den Aufnahmen des der Originaldarsteller wurde am 30. April 2013 veröffentlicht.
Dogfight beschäftigte sich mit spezifischen soziokulturellen Problemen, die in den 1960er Jahren bestanden. Während des Vietnamkriegs behandelten patriarchalische Amerikaner die Marinesoldaten, als ob sie ihnen überlegen wären, was sich in den Aktionen des Dogfights, eines entwürdigenden und erniedrigenden Rituals für Frauen, zeigte. Die weibliche Hauptfigur Rose repräsentiert den Wandel in Amerika für Frauen in den 1960er Jahren. Sie glaubt, dass sich etwas in der Welt verändern wird. Die Zuschauer erleben ihre Stärke, nachdem sie die wahre Natur des Dogfights entdeckt, was die weibliche Emanzipation von Frauen während dieser Zeit demonstriert.

### Deutsche Produktion
Am 6. Mai 2017 fand die deutsche Erstaufführung am Theater für Niedersachsen unter dem deutschen Titel Dogfight – Ein hässliches Spiel in Hildesheim statt.

### Weitere Produktionen
In den Vereinigten Staaten wurde Dogfight unter anderem in New York, Chicago, San Francisco, Oklahoma und Glendale gezeigt.
Dogfight wurde außerdem vom 8. August bis zum 13. September 2014 im Southwark Playhouse in London aufgeführt. Die Regie führte Matt Ryan. Laura Jane Matthewson spielte Rose und Jamie Muscato spielte Eddie. Ab dem 6. März 2018 soll das Musical erneut in London am Bridewell Theatre zu sehen sein.
Die australische Premiere wurde von Neil Gooding Productions, in Zusammenarbeit mit dem Hayes Theatre in Sydney präsentiert. Die Erstaufführung fand am 1. Mai 2015, unter Regie von Neil Gooding, statt. Am 2. Oktober 2015 folgte die Premiere in Neuseeland am Auckland Music Theatre, unter Regie von Katie Flood.
Die erste niederländische Produktion von Dogfight wurde am 11. Juni 2015 am M-Lab Theatre in Amsterdam gezeigt.
Auch in Österreich feierte das Stück bereits seine Premiere. Vom 5. bis 20. März wurde es in englischer Sprache in Vienna's English Theater in Wien aufgeführt.

## Handlung und Inszenierung

### Akt I
Im Jahr 1967 kommt Eddie Birdlace, ein U.S. Marinesoldat, aus dem Vietnamkrieg nach San Francisco zurück. Als er in einem Greyhoundbus durch die Nacht reist, erinnert er sich an Rose Fenny ("Prelude: Take Me Back") und die Nacht, die er vier Jahre zuvor in San Francisco verbrachte. Erinnerungen kommen zurück und schließlich ist es der 21. November 1963.
Der Greyhoundbus wird zum Militärbus, der einige Marinesoldaten nach San Francisco bringt. Diese kommen gerade frisch aus dem Training und sind einsatzbereit. In San Francisco angekommen, wollen sie die Stadt bei ihrer letzten Nacht in den Vereinigten Staaten im Sturm erobern ("Some Kinda Time"). Birdlace und seine beiden besten Freunde, Boland und Bernstein, die sich die drei Bienen nennen ("We Three Bees"), nehmen an einem Dogfight teil, einer grausamen Party mit einfachen Regeln. Jeder Marine gibt 50 Dollar ab. Wer mit dem hässlichsten Date zur Party kommt, gewinnt das gesamte Geld. Birdlace und seine Freunde machen sich auf die Suche nach einem möglichen Date ("Hey Good-Lookin'").
Birdlace besucht ein Restaurant, in dem er auf Rose trifft. Rose ist eine schüchterne Kellnerin, die in der Ecke des Restaurants Gitarre spielt. Er flirtet mit ihr und lädt sie ein mit ihm zur Party zu kommen ("Come to a Party"). Rose, die den wahren Zweck der Party nicht kennt, freut sich auf die Party und sucht nach dem perfekten Kleid ("Nothing Short of Wonderful"). Währenddessen finden die anderen Marinesoldaten ihre Dates. Darunter ist auch Boland, der die Regeln des Dogfights bricht, in dem er mit Marcy, eine witzige, fast zahnlose Prostituierte einlädt, die den Zweck der Party kennt und der Boland die Hälfte des Geldpreises versprochen hat, falls sie gewinnt. ("Come to a Party (Reprise)").
Als Birdlace und Rose zu der Party gehen, erzählt Rose viel von sich. Birdlace ist auf einmal nicht mehr so sehr von seinem Plan begeistert. Er schlägt vor, dass sie woanders hingehen und etwas essen. Rose glaubt, dass er ihr peinlich ist und dass er nicht möchte, dass seine Freunde sie kennenlernen. Das führt dazu, dass sie schließlich doch die Party betreten.
Am Tisch mit seinen Freunden und ihren Verabredungen trinkt Birdlace viel Alkohol. Er versucht erfolglos, Rose von der Tanzfläche fernzuhalten, da dort die offizielle Beurteilung der Frauen und damit auch der Wettbewerb stattfindet. Während des Tanzes präsentiert jeder Marinesoldat sein Date ("That Face"). Marcy wird zum hässlichsten Date gewählt und Boland wird zum Gewinner gekürt. Später, in der Damentoilette, verrät Marcy Rose den wahren Zweck der Party ("Dogfight"). Eine verstörte Rose kehrt zu Birdlace zurück. Sie ist wütend, tief verletzt und schlägt ihm heftig ins Gesicht. "Ich hoffe, es gibt einen Krieg und du wirst getötet", sagt sie ihm, bevor sie peinlich berührt flüchtet. Zu Hause in ihrem Schlafzimmer macht sich Rose Vorwürfe, dass sie Birdlaces Lügen geglaubt hat ("Pretty Funny").

### Akt II
Die rücksichtslosen und unbesiegbaren Marinesoldaten setzen ihre letzte Nacht mit einem Ausflug in die Spielhalle und anschließendem Besuch einer Prostituierten fort ("Hometown Hero's Ticker Tape Parade"). Aber Birdlace kann sich nicht dazu durchringen mit seinen Freunden zu feiern. Er hat ein schlechtes Gewissen gegenüber Rose, lässt seine Freunde stehen und geht zu ihr. Er entschuldigt sich so gut es geht bei ihr und bietet ihr an, sie zu einem ausgefallenen Abendessen einzuladen. Auf den ersten Blick sieht Rose, dass Birdlace seine Entschuldigung tatsächlich ernst meint. Sie stimmt dem Date zu und verlangt, dass sie nie wieder über den Dogfight und die daraus erfolgten Demütigungen diskutieren. Die beiden machen sich auf den Weg ("First Date, Last Night").
In einem eleganten Restaurant blickt Rose hinter Birdlaces harte Fassade, seine Posen, Lügen und Angebereien. Sie kommen einander näher. Rose erzählt Birdlace, dass ihr der Dogfight, trotz aller Unannehmlichkeiten, zu einem neuen Verständnis verholfen hat. Sie kann sich nicht mehr von dem definieren lassen, was andere über sie denken ("Before It's Over"). In den verbleibenden Stunden bevor Birdlace in den Vietnam reisen muss, lädt Rose ihn nervös zu sich nach Hause ein. Sie teilen eine peinliche und romantische erste sexuelle Erfahrung ("Give Way").
Am nächsten Morgen kehrt Birdlace zu seinen Freunden zurück ("Some Kinda Time (Reprise)"). Die Marinesoldaten werden in den Vietnam geschickt. Birdlace sieht wie seine Freunde, darunter Boland und Bernstein, vor seinen Augen getötet werden. Diese Erinnerungen nimmt Birdlace 1967 nach San Francisco zurück. Als ein gebrochener, verwirrter, verlorener Mann, der nun als Ex-Marinesoldat unwillkommen ist und verspottet wird,  kommt er dort an ("Come Back"). Birdlace macht sich auf den Weg durch die Stadt, um eine ältere, weisere Rose im Restaurant zu finden. Mitfühlend wie immer heißt sie ihn zu Hause willkommen ("Finale: Take Me Back").

## Darsteller und Rollen
| Rolle          | 2012 Off-Broadway Produktion | 2014 Off-West End Produktion | 2014 NY Regionale Premiere | 2015 Australische Produktion | 2015 Europäische Amateur Premiere | 2015 Niederländische Produktion | 2015 Chicago Professionelle Premiere | 2017 Deutschland. Erste deutsche Premiere | 2017 Midwest Regionale Premiere | 2018 Vienna's English Theater |
| -------------- | ---------------------------- | ---------------------------- | -------------------------- | ---------------------------- | --------------------------------- | ------------------------------- | ------------------------------------ | ----------------------------------------- | ------------------------------- | ----------------------------- |
| Rose Fenny     | Lindsay Mendez               | Laura Jane Matthewson        | Gina Gentile               | Hilary Cole                  | Cecily Redman                     | Eline de Jong                   | Emily Goldberg                       | Elisabeth Köstner                         | Amanda Hennen                   | Helena Lenn                   |
| Eddie Birdlace | Derek Klena                  | Jamie Muscato                | Dustin Smith               | Luigi Lucente                | Maison Kelley                     | Jeffrey Italiaander             | Garrett Lutz                         | Tim Müller                                | Luke Harger                     | Daniele Spampinato            |
| Boland         | Josh Segarra                 | Cellen Chugg Jones           | Colin Earyes               | Toby Francis                 | James Mateo-Salt                  | Stef van Gelder                 | Matt Frye                            | Lukas Sandmann                            | Bryce Crandall                  | Eduardo Medina Barcenas       |
| Bernstein      | Nick Blaemire                | Nicholas Corre               | Tyler Henson               | Rowan Witt                   | Aidan Cutler                      | Luuk Melisse                    | Nick Graffagna                       | Jürgen Brehm                              | Jace LeGarde                    | Christopher Aguilar           |
| Marcy          | Annaleigh Ashford            | Rebecca Trehearn             | Chelsea Alfredo            | Johanna Allen                | Lauren Key                        | Iris Oppatja                    | Mary Kate Young                      | Teresa Scherhag                           | Cally Stanich                   | Roberta Ajello                |
| Stevens        | Adam Halpin                  | Joshua Dowen                 | David Cronin               | Kyle Sapsford                | George Stuart                     | Silencio Pinas                  | Travis Austin Wright                 | Björn Schäffer                            | Sam Hildestad                   |                               |
| Fector         | F. Michael Haynie            | Samuel J Weir                | Shawn Smith                | Haydan Hawkins               | Frazer Shine                      | Ruben Van keer                  | Matt Provencal                       | Maurice Daniel Ernst                      | Will Rafferty                   | David Paul                    |
| Gibbs          | Steven Booth                 | Ciaran Joyce                 | Steven Liberto             | Jack Van Staveren            | Alistair Smith                    | Jorrit de Vries                 | Neil Stratman                        | Jens Krause                               | Seth Hannasch                   | Marvin Schriebl               |
| Mama           | Becca Ayers                  | Amanda Minihan               | Paulette Oliva             | Danielle Barnes              | Lucy Follows                      | Rhona Roode                     | Jillian Weingart                     | Laura Mann                                | Rachael Ronding                 | Kudra Owens                   |
| Ruth Two Bears | Dierdre Friel                | Emily Olive Boyd             | Natalia Fogarty            | Emily Havea                  | Amber Lloyd                       | Marie Körbl                     | Carisa Gonzalez                      | Tanja Kleine / Sandra Pangl               | Lauren Hugh                     | Rosa Enzi                     |
| Lounge Singer  | James Moye                   | Matthew Cutts                | Douglas Katch Gray         | Mark Simpson                 | Chris Wolverson                   | Silencio Pinas                  | Peter Robel                          | Fehmi Göklü                               | Brendan Finn                    | Georg Hasenzagl               |
| Peggy          |                              |                              |                            |                              |                                   |                                 |                                      |                                           |                                 | Teresa Hermann                |

## Musiktitel

### 1. Akt
1. Vorspiel: Komm zurück (Prelude: Take Me Back) – Rose, Birdlace & Ensemble
2. Heut geht’s hier ab (Some Kinda Time) – Marines
3. Bienchen summt (We Three Bees) – Birdlace, Boland & Bernstein
4. He, du Hübsche! (Hey Good Lookin) – Marines with Girls
5. Gib nach – Rose
6. Auf die Party (Come to a Party) – Birdlace & Rose
7. Unbeschreiblich, Wunderbar (Nothing Short of Wonderful) – Rose
8. Auf die Party (Reprise) [Come to a Party (Reprise)] – Rose, Marcy & Marines (ohne Boland)
9. Flieg los!
10. Dies Gesicht (That Face) – Lounge Singer with Bernstein, Boland, & Stevens
11. Heut ist Dogfight (Dogfight) – Marcy & Rose
12. Wirklich komisch (Pretty Funny) – Rose

### 2. Akt
1. Entracte
2. Kriegsheimkehrerheldenprozession (Hometown Hero's Ticker Tape Parade) – Birdlace, Bernstein, Boland & Marines
3. Beim Date heut Nacht (First Date/Last Night) – Rose & Birdlace
4. Restaurantmusik
5. Kriegsheimkehrerheldenprozession (Reprise) [Hometown Hero's Ticker Tape Parade (Reprise)] – Boland & Bernstein
6. Bevor’s zu spät ist (Before It's Over) – Rose
7. Gib nach (Give Way) – Rose & Ensemble
8. Heut geht’s hier ab (Reprise) [Some Kinda Time (Reprise)] – Birdlace & Marines
9. Kriegssequenz  (War Sequence) – Marines
10. Take Me Back (Hippie Reprise) – Hippies
11. Zurück (Come Back) – Birdlace
12. Finale: Komm zurück Finale: (Take Me Back) – Ensemble
13. Applausmusik

## Orchester
- Klavier-Dirigent
- E-Bass
- Cello
- Schlagzeug-Perkussion
- Akustische/E-Gitarre
- Geige[18]

## Auszeichnungen und Nominierungen

### Original Off-Broadway Produktion
| Jahr | Award                      | Kategorie                                                    | Nominierte                                                   | Ergebnis  | Einzelnachweise |
| ---- | -------------------------- | ------------------------------------------------------------ | ------------------------------------------------------------ | --------- | --------------- |
| 2013 | Drama Desk Award           | Outstanding Actress in a Musical                             | Lindsay Mendez                                               | Nominiert | [ 19 ]          |
| 2013 | Drama League Award         | Outstanding Production of a Broadway or Off-Broadway Musical | Outstanding Production of a Broadway or Off-Broadway Musical | Nominiert | [ 20 ]          |
| 2013 | Drama League Award         | Distinguished Performance                                    | Lindsay Mendez                                               | Nominiert | [ 20 ]          |
| 2013 | Lucille Lortel Award       | Outstanding Musical                                          | Outstanding Musical                                          | Gewonnen  | [ 21 ]          |
| 2013 | Lucille Lortel Award       | Outstanding Choreographer                                    | Christopher Gattelli                                         | Gewonnen  | [ 21 ]          |
| 2013 | Outer Critics Circle Award | Outstanding New Off-Broadway Musical                         | Outstanding New Off-Broadway Musical                         | Nominiert | [ 22 ]          |
| 2013 | Outer Critics Circle Award | Outstanding Book of a Musical (Broadway or Off-Broadway)     | Peter Duchan                                                 | Nominiert | [ 22 ]          |
| 2013 | Outer Critics Circle Award | Outstanding New Score (Broadway or Off-Broadway)             | Benj Pasek und Justin Paul                                   | Nominiert | [ 22 ]          |
| 2013 | Outer Critics Circle Award | Outstanding Actress in a Musical                             | Lindsay Mendez                                               | Nominiert | [ 22 ]          |
| 2013 | Outer Critics Circle Award | Outstanding Lighting Design                                  | Paul Gallo                                                   | Nominiert | [ 22 ]          |